# Luzoir
Luzoir es una comuna francesa situada en el departamento de Aisne, de la región de Alta Francia.

## Geografía
Está ubicada a 11 km al norte de Vervins.

## Demografía
| 373 | 381 | 348 | 328 | 301 | 279 | 293 | 289 |
| Para los censos de 1962 a 1999 la población legal corresponde a la población sin duplicidades (Fuente: INSEE [Consultar]) |     |     |     |     |     |     |     |